# 岐阜県赤十字血液センター
岐阜県赤十字血液センター（ぎふけんせきじゅうじけつえきセンター）は、岐阜県にある日本赤十字社の血液センター。

## 概要
日本赤十字社の血液事業を業務としており、このうち輸血用血液製剤の供給業務に関しては2012年（平成24年）4月1日に広域事業運営に移行したことを受けて、2013年（平成25年）4月1日から愛知県内の西尾張地域の一部（一宮市、江南市、扶桑町、犬山市北部）を岐阜県赤十字血液センターからの供給、岐阜県内の東濃地域（多治見市、土岐市、瑞浪市、恵那市、中津川市）を愛知県赤十字血液センターからの供給に変更して配送時間の短縮が図られた。

## 施設
以下の施設がある。

### 血液センター
- 岐阜県赤十字血液センター（岐阜市茜部中島2-10）
- あかなべ献血ルーム（岐阜市茜部中島2-10）血液センター内

### 献血ルーム
岐阜県内では1987年（昭和62年）に柳ケ瀬に中部地区初の献血ルームが開設された。その後、献血ルームは柳ケ瀬からJR岐阜駅前に移転した後、1998年に名鉄岐阜駅（当時は新岐阜駅）前の岐阜ビルに移転し、2023年（令和5年）にJR岐阜駅に隣接するアクティブG内に移転することになった。
- 新岐阜献血ルーム（岐阜市長住町2-3 岐阜ビル5階）2023年3月12日閉所[4]
- 岐阜献血ルーム アクティブG（岐阜市橋本町1-10-1 アクティブG2階）2023年3月22日開所[4]